# 夢みたいな星みたいな
『夢みたいな星みたいな』（ゆめみたいなほしみたいな）はあらきかなおの漫画作品。ミッション系全寮制女子中学校における女生徒達の親密な交流を描く。（電撃萌王9～16号掲載）
単行本：ISBN 4-8402-3540-6 2006年8月15日発行（7月27日発売）

## 概要
聖リシャール学園は全寮制のミッション系女子中学校。天真爛漫な新入生・明治あぽろはクラスメートの森永ちろると寮で同室になる。美人だが態度のきついちろるに対し、あぽろは果敢に接触を繰り返し、二人は次第に打ち解けていく。同じ1年2組の、面倒見の良い山野きのこや、相思相愛のぐりこと聖華とも仲良くなり、騒がしくも楽しい学校生活が始まる。
基本的に百合志向が高い作品で、学校生活の中であぽろがちろるへ手を変え品を変えモーションをかける様がコメディタッチで描かれる。甘々べったりなあぽろに対してちろるはツンデレであり、なかなか二人は噛み合わない。
時折あけすけな下ネタが挿入される。これはあらきかなおの作品の多くに共通する特徴でもある。
登場人物の名前は製菓メーカーと菓子名から借用しているものが多い。

## 登場人物
明治あぽろ（めいじ-）
テンション高めのツインテール中学生。天然気味で、ちろるへの愛情を真っ直ぐに表す。道に迷って入学式に遅刻したドジっ娘。手先はあまり器用ではない。白のオーバーニーソックス（ちろるに言わせるとモエモエソックス）を愛用する。クラスメートの多くが初等部からの持ち上がりであるのに対し、あぽろは他校からの入学組。テスト勉強をしなくても期末試験で満点に近い成績を収めるなど、勉強に関しては意外な優秀さを見せる。
森永ちろる（もりなが-）
あぽろのクラスメートで、寮でも同室となった美人な子。ストレートヘアにヘアバンドを着ける。足は黒ストッキング。真面目な性分で、あぽろのストレート過ぎる求愛行動へは素直に対応できずにいる。仲間内では一番グラマラス。甘いものは苦手。
遠方で暮らす、年の離れた兄への想いが強く、幼少時には兄との結婚を願っていた。チョーカー、派手気味の下着、水着などは全て兄からの贈り物を使用している。他人と群れるのが得意でない分、兄に依存しているところがある。だがそれもあぽろと出会ったことで変わりつつある。
山野きのこ（やまの-）
あぽろを優しく迎えた、面倒見の良いクラスメート。ショートカットの眼鏡っ娘。ちろるとも仲が良く、二人の共通の友達として相談役・慰め役になる。親しい分、あぽろの不器用さの犠牲になることもある。
ぐりこ
あぽろのクラスメート。あぽろをしてお人形さんみたいと言わせた可愛らしい子。ストレートヘアで両サイドを三つ編みにしている。聖華にべた惚れで、二人の世界を作りがち。聖華が他の女の子に優しくするだけで嫉妬心を燃やす。
聖華（せいか）
あぽろのクラスメート。ボーイッシュな少女。ぐりことは相思相愛で、ぐりこの事を理想だと言い切る。洗濯など、ぐりこの身の回りの世話もしている様子。
裕理（ゆうり）
あぽろのクラスメート。髪は二つに分けて肩から下を三つ編みにしている。聖華との仲をぐりこに疑われたが、本人にその気はない。

## 守ってさんかくHEART
「夢みたいな星みたいな」の単行本の巻末に収録された読み切り作品。電撃帝王VOLUME9（2006年4月）掲載。24ページ。
女子校である花園学園では一つのゲームが流行していた。本人の意思でパンツを脱いで差し出せば、相手の奴隷になったとみなされるというもの。一番多くの奴隷を従えた生徒が一番偉いとされている。工藤舞は転校してきたばかりの桐生さいかを新たなターゲットに定めるが、彼女には手強い執事が付き従っていた。
工藤舞（くどう まい）
2年生の女生徒。女の子が大好きで男が苦手。多くの女生徒を奴隷として従える。髪はツーサイドアップ。大柄でグラマラス。パンツを手に入れるためなら荒っぽい手段も辞さない。
桐生さいか（きりゅう-）
転校生。ショートヘアにベレーを被った、小柄な眼鏡っ娘。足は黒のオーバーニーソックス。執事を従えるお嬢様。
執事
桐生さいかに仕える青年。冷たい顔で毒舌を吐く。荒事にも慣れており、工藤舞が桐生さいかを落とす上で最大の障害。
美優（みゆ）
工藤舞を想い焦がれる女生徒。ツンデレを自認しているが、客観的にはもはやツンの部分はない。髪の一部が縦ロール。生徒会室を利用している事から生徒会役員と思われる。